# Skolval
Ej att förväxla med rätten att välja skola, val av skola. Se skolpeng och den svenska friskolereformen 1992.
Ett Skolval ett simulerat val som genomförs bland skolelever i samband med att ett ordinarie val anordnas. Ett skolval genomförs i pedagogiskt syfte, för att visa skoleleverna hur ett faktiskt val går till. Skolvalen ordnas ofta strax före det faktiska valet, och resultaten i skolval brukar ibland användas som en opinionsmätning, särskilt med avseende på unga väljare.

## Skolval i Sverige
I Sverige har skolval genomförts på svenska grund-och gymnasieskolor åtminstone sedan 60-talet.:3
Sedan 1998 samordnas de nationellt.:24
- Skolval 1998 (cirka 112 000 elever, cirka 370 skolor)
- Skolval 2002 (cirka 250 000 elever, 1 100 skolor)
- Skolval 2006 (450 000 elever, 1 400 skolor), inför Riksdagsvalet i Sverige 2006
- Skolval 2010 (nästan 440 000 elever, knappt 1 400), inför Riksdagsvalet i Sverige 2010
- Skolvalen 2014, inför Riksdagsvalet i Sverige 2014 och Europaparlamentsvalet 2014.
- Skolval 2018, inför Riksdagsvalet i Sverige 2018

Ungdomsstyrelsen rekommenderade 2010 att alla partier som ställer upp i riksdags-, landstings- och kommunval ska kunna delta i skolvalets aktiviteter då det anses viktigt att unga får möjlighet att bilda sig en uppfattning om vad de tycker i olika politiska frågorgenom att diskutera med, och lyssna till, olika politiska företrädare.:11

## Övriga exempel på skolval
- Skolevalget i Norge, inför Stortingsvalet 2009.